# درنتوده
درنتوده (به آلمانی: Drentwede) یک شهر در آلمان است که در Diepholz واقع شده‌است. درنتوده ۱٬۰۵۳ نفر جمعیت دارد.